# Constantin al III-lea al Scoției
Constantin al III-lea (n. 971 d.Hr. – d. 997 d.Hr., Peairt, Regatul Scoției) a fost regele Scoției din 995 până în 997. A fost fiul lui Culen.

## Domnia
Potrivit lui John de Fordun (secolul al XIV-lea), regele Kenneth al II-lea al Scoției a încercat să schimbe succesiunea conducătorilor, permițându-i celui mai apropiat supraviețuitor de sânge a regelui să fie succesor la tron, asigurând astfel tronul pentru proprii săi descendenți. El ar fi făcut acest lucru pentru a-l exclude pe Constantin al III-lea și pe Kenneth al III-lea. Cei doi au consiprat împreună împotriva lui, convingându-o pe Finnguala, fiica lui Cuncar, să-l omoare pe rege. Aceasta a făcut acest lucru și pentru a obține răzbunare personală, după ce Kenneth al II-lea îi ucisese singurul fiu.
John de Fordun susține că a doua zi după moartea lui Kenneth al II-lea, Constantin, fiul regelui Culen, a uzurpat tronul. El a câștigat sprijinul unui număr de nobili. Tronul era susținut și de vărul său, Malcolm al II-lea, fiul lui Kenneth al II-lea, ducând la divizarea de lungă durată a populației scoțiene și la conflicte. Constantin a domnit timp de 18 luni, fiind mereu hărțuit de către Malcolm și unchiul său nelegitm, Kenneth, un soldat cunoscut pentru puterea sa care se străduia cu toată puterea să-l omoare.
Analele Tigernach raportează că Constantin a fost ucis într-o luptă între scoțieni în 997. O altă Cronică a Scoțienilor și Picților sugerează că acesta a fost ucis de către Kenneth, fiul lui Malcolm, la Rathinveramon.
Nu este cunoscut dacă Constantin a avut descendenți și dacă a fost ultimul din linia lui Aed. Odată cu moartea sa, rivalitatea dintre descendenții lui Constantin și Aed a oferit o altă rivalitate între două linii regale, care coborau din linia lui Constantin. O altă linie coborâtă de la Kenneth al II-lea a fost reprezentată de fiul său, Malcolm al II-lea.